# Michie
Michie – miasto w Stanach Zjednoczonych, w stanie Tennessee, w hrabstwie McNairy.